# CNN Brésil
CNN Brésil est une chaîne de télévision à péage brésilienne. Lancé le 15 mars 2020, CNN Brésil appartient à Novus Media, une coentreprise entre Douglas Tavolaro, ancien responsable de la division des nouvelles de RecordTV, et Rubens Menin, propriétaire de MRV Engenharia. Novus Media a un accord de licence avec la chaîne CNN d'origine détenue par WarnerMedia d'AT&T,.
Son siège est à São Paulo, avec des bureaux à Rio de Janeiro et Brasilia, en plus des bureaux internationaux avec près de 400 journalistes. Auparavant, en 2017, la chaîne avait fait un partenariat avec RedeTV! et Simba Content, formé par SBT et RecordTV, qui n'a pas eu de succès.

## Programmes
- Agora CNN
- CNN Novo Dia
- Live CNN
- Bastidores CNN
- CNN 360°
- Jornal da CNN
- WW